# Infinity Park
L'Infinity Park est un complexe sportif et de loisirs édifié en 2007, destiné au rugby à XV et au rugby à sept et localisé à Glendale, une commune enclavée dans la ville de Denver, aux États-Unis. 
Bien que d'une taille très modeste en comparaison avec les nombreux stades géants de football américain, le complexe est au centre d'un ambitieux projet de développement économique local mais aussi d'une volonté politique de dissocier l'image de Glendale de celle de Denver. Depuis 2020, l'Infinity Park accueille les locaux de la Fédération américaine de rugby à XV et est le stade privilégié des matchs des équipes masculine et féminine pour les rencontres internationales, ainsi que l'hôte du Tournoi féminin des États-Unis de rugby à sept comptant pour le circuit des World Rugby Women's Sevens Series.

## Historique
En 2006, dans un effort pour se créer une image différente de la ville de Denver, qui compte plusieurs équipes sportives professionnelles d'importance nationale comme les Broncos de Denver (football américain), l'Avalanche du Colorado (hockey sur glace) et les Nuggets de Denver (basket-ball), la commune de Glendale se lance dans un chantier inédit aux États-Unis : la construction d'un stade exclusivement destiné au rugby et entièrement géré par la municipalité. Glendale se proclame ensuite Rugbytown USA, la ville du rugby aux États-Unis. La ville espère ainsi attirer des investisseurs et des visiteurs autour d'un sport encore méconnu mais gagnant petit à petit en visibilité aux États-Unis.
Dès 2009, l'Infinity Park accueille six matchs de poule de la Churchill Cup, dont, pour la première fois, plusieurs équipes nationales du Tier 2 mondial et des équipes « A » du Tier 1. Les finales sont ensuite jouées à Commerce City. Le même programme de six matchs de poule se répète l'année suivante mais, une nouvelle fois, les finales sont disputées dans un autre stade, cette fois-ci dans la ville de Harrison (New Jersey). La fin de la Churchill Cup, consécutive à l'intégration des États-Unis et du Canada au calendrier international de l'IRB, éloigne cependant les équipes nationales de l'Infinity Park pour quelque temps. Par la suite, la ville développe des clubs amateurs et formateurs et le stade accueille des compétitions nationales.
En 2017, le projet ambitieux de faire de la petite ville d'environ 4 000 habitants le centre du rugby américain franchit une nouvelle étape avec la création d'une franchise également détenue et gérée par la commune, les Raptors de Glendale, pour disputer la première saison de Major League Rugby. Avec six joueurs de l'équipe nationale dans ses rangs, l'équipe arrive en tête en fin d'une saison régulière de huit matchs mais, après une victoire à domicile en demi-finale des playoffs, est battue en finale par les Seawolves de Seattle au Torero Park de San Diego. Le rugby a un effet bénéfique sur l'économie locale et l'identité du rugby s'enracine jusque dans les commerces locaux. En 2020, après une saison de championnat tronquée, les Raptors se retirent de la Major League Rugby, arguant vouloir se concentrer sur la formation de joueurs américains pour l'international tout en ayant pourtant recruté l'ancien All black Rene Ranger et l'ancien international australien Digby Ioane. La franchise fait son retour après un renommage en 2021 sous l'appellation d'American Raptors, un club dont le concept est de rassembler des talents venus de différentes disciplines sportives, mais tous américains,.
À partir de 2018, le stade retrouve rapidement une vocation internationale, tout d'abord en accueillant le premier Tournoi féminin des États-Unis de rugby à sept dans le cadre des Sevens World Series où se retrouvent les meilleures équipes féminines de rugby à sept du monde. En 2019, l'Infinity Park accueille son premier test match de rugby à XV depuis huit ans dans le cadre de la Coupe des nations du Pacifique. Glendale concrétise son ambition en parvenant à attirer la Fédération américaine de rugby qui, pour réduire ses coûts, y déménage ses locaux et fait de l'Infinity Park son centre national d'entraînement ainsi que son stade prioritaire pour la réception d'équipes internationales. Dès 2021, le premier test match faisant suite à cette manœuvre oppose les Eagles américains aux Canadiens dans le cadre des qualifications à la Coupe du monde de rugby à XV 2023.

## Installations

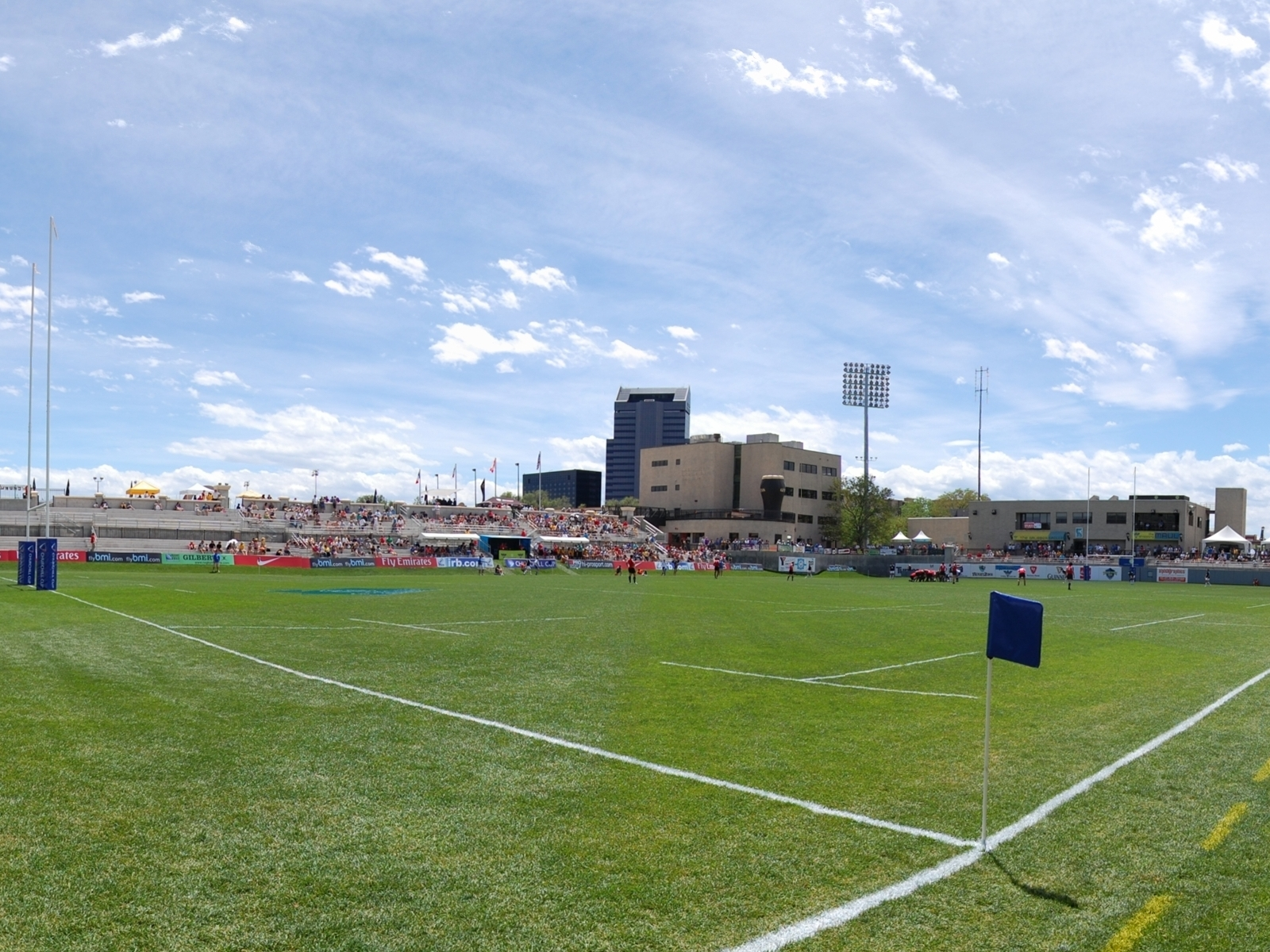
Vue sur Infinity Stadium et la tribune Sud

Le complexe comprend deux terrains de rugby, dont un terrain principal muni de tribunes formant un U bordant les deux grands côtés du terrain et l'un des deux en-buts. Ces tribunes ont une capacité d'environ 5 000 spectateurs. La tribune Nord est la plus importante. Ce terrain, qui accueille les rencontres importantes, et les bâtiments qui lui sont associés sont séparés du reste du parc par des clôtures. Un second terrain, dépourvu de tribunes, est positionné au centre d'un parc public et d'aménagements paysagers. Le terrain est ouvert à tout type d'usage et participe aussi à la vie locale avec des projections de films en plein air voire la fête de la bière de Glendale,.
Le reste du complexe comprend deux courts de tennis et un terrain de basket-ball extérieurs, ainsi qu'une salle de fitness offrant des tarifs préférentiels aux résidents de Glendale. D'autres salles peuvent être réservées pour des réunions privées. Les joueurs internationaux bénéficient d'un accès étendu à toutes les installations offertes par l'Infinity Park.